# Atractus nasutus
Atractus nasutus — вид змій родини полозових (Colubridae). Ендемік Колумбії.

## Поширення і екологія
Atractus nasutus відомі з типової місцевості, розташованої в районі Вереди-ла-Лани в муніципалітеті Сан-Педро в департаменті Антіокія. Вони живуть в гірських хмарних лісах, на висоті понад 2000 м над рівнем моря.